# NGC 3483
NGC 3483 је лентикуларна галаксија у сазвежђу Хидра која се налази на NGC листи објеката дубоког неба.
Деклинација објекта је - 28° 28' 40" а ректасцензија 10h 59m 0,1s. Привидна величина (магнитуда) објекта NGC 3483 износи 12,2 а фотографска магнитуда 13,1. NGC 3483 је још познат и под ознакама ESO 438-1, MCG -5-26-16, AM 1056-281, PGC 33060.